# Complottheorieën over gecontroleerde sloop van het World Trade Center

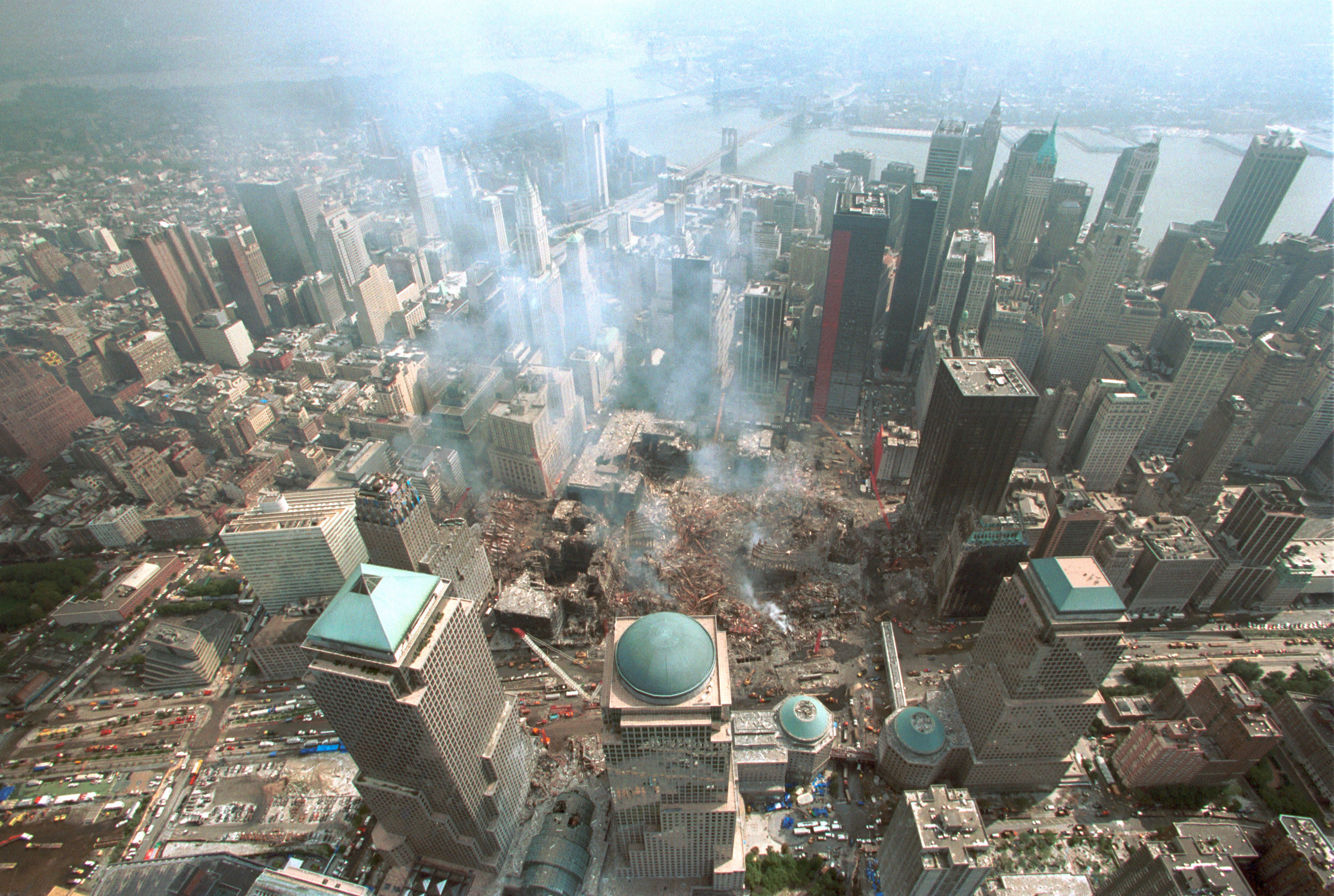
World Trade Center site enkele dagen na de aanslagen op 11 september 2001

Complottheorieën over gecontroleerde sloop van het World Trade Center in New York beweren dat de instorting van het World Trade Center bij de aanslagen op 11 september 2001 niet geschiedde zoals werd uiteengezet in officiële verslagen uitgegeven door het National Institute of Standards and Technology (NIST), een wetenschappelijk overheidsinstituut dat onder meer bouwtechnische fouten onderzocht die tot de instorting van de Twin Towers zouden hebben geleid, en Federal Emergency Management Agency (FEMA), een federaal agentschap van het Amerikaanse ministerie van Binnenlandse Veiligheid. Het gaat dan niet meer om een instorting door felle brand, maar om een gecontroleerde sloop.
Complottheorieën over het instorten van de Twin Towers en dat van het 7 World Trade Center (in de late namiddag) zijn de meest besproken theorieën over de aanslagen op 11 september 2001.

## Achtergrond
Complotdenkers die bekend werden zijn Loose Change-regisseur Dylan Avery, Fahrenheit 9/11-regisseur Michael Moore, architect Richard Gage, fysicus Steven E. Jones en theoloog David Ray Griffin. Ze vergelijken de gebeurtenissen met de Japanse aanval op Pearl Harbor en de moord op John F. Kennedy. Ze menen dat de Verenigde Staten [de eigen overheid] voorkennis had om (1) onder bewind van president Franklin D. Roosevelt de neutraliteit op te geven en deel te nemen aan de Tweede Wereldoorlog en (2) om de moord op president Kennedy uit te voeren voor zijn running mate en opvolger Lyndon B. Johnson of de Cubaanse dictator Fidel Castro.
Op 11 september 2001 mochten de kapers van Al Qaida doen wat ze wilden. Een door de regering George W. Bush I opgelegde passiviteit aan de NORAD, de militaire organisatie die waakt over het luchtruim van de Verenigde Staten en Canada, zou de oorlogsverklaring aan Irak en Afghanistan verklaren (lees: niet optreden, Engels; "no stand-down"). NORAD zou niet hebben opgetreden om vier door Al Qaida gekaapte passagiersvliegtuigen te onderscheppen omdat de overheid dat eiste. NORAD mocht dusdanig de aanslagen niet neutraliseren.
Complotdenkers menen met hun stellingen aan te tonen dat de Amerikaanse overheid zelf verantwoordelijk is voor duizenden (eigen) burgerlijke slachtoffers. Echter stellen critici dat de meeste stellingen dateren van voor het moment dat de verslagen werden gepubliceerd. De verslagen die in 2002 (FEMA) en 2008 (NIST) werden gepubliceerd in naam van de regering George W. Bush I en II, suggereren een instorting door toedoen van een heftige brand die is ontstaan na de impact van de passagiersvliegtuigen American Airlines-vlucht 11 en United Airlines-vlucht 175 in het World Trade Center. Beide verslagen liepen tegen ongeloof aan bij complotdenkers. Het gaat om ingenieurs, architecten en gewone burgers die de aanslagen argwanen.
Op dinsdag 11 september 2001 stortten drie wolkenkrabbers van het World Trade Center-complex in: de North Tower (WTC 1), de South Tower (WTC 2) en het 7 World Trade Center ("Building 7"). Vier andere gebouwen die onderdeel waren van het complex werden daadwerkelijk afgebroken door schade. Dat de stalen gebouwen door brand instortten, werd door complotdenkers weggezet als "praktisch onmogelijk". Dat de gebouwen de eerste stalen gebouwen ooit waren die instortten door brand, haalde men aan als argument. Die stelling werd een jaar na de aanslagen op het World Trade Center vermeld door Federal Emergency Management Agency (FEMA) in hun verslag. Complotdenkers hebben vermoedens van een voorgekauwde instorting van het World Trade Center.
Complotdenkers geloven dat de Twin Towers (de North Tower en de South Tower) op een alternatieve manier instortten, anders dan uiteengezet door ingenieurs in opdracht van de overheid. Sommigen onder hen geloven niet dat vliegtuigen de Twin Towers zijn binnengevlogen en denken dat het ging om hologrammen. Weer anderen beweren uitsluitend dat ze werden neergehaald door een gecontroleerde sloop met vooraf geplaatste springstoffen en dus detonatie, ongeacht de rol die vliegtuigen speelden.
Een gecontroleerde sloop heeft volgens complotdenkers zeker betrekking gehad op de neergang van het 7 World Trade Center, dat niet werd geraakt door een vliegtuig. In de vooravond van 11 september 2001 stortte dat gebouw in doordat een veelvoud aan branden zeven uur lang woedden. Complotdenkers van de 9/11 Truth movement werden bekritiseerd door ingenieurs die het "officiële verhaal" affirmeren of door ingenieurs die voor de Amerikaanse overheid hebben gehandeld. De idee van complotdenkers was al afkomstig van de propositie dat de eigen overheid achter de aanslagen zou zitten. De verslagen uitgegeven door het National Institute of Standards and Technology (NIST) en Federal Emergency Management Agency (FEMA) verklaarden dat de Twin Towers en het 7 World Trade Center instortten door felle brand, maar complotdenkers denken aan een gecontroleerde sloop. Dit geloof is vooral aanwezig aangaande het 7 World Trade Center, dat al ontruimd was en niet getroffen werd door een passagiersvliegtuig.

## Twin Towers

### Dogma's
Op dinsdag 11 september 2001 vlogen twee gekaapte passagiersvliegtuigen van het type Boeing 767 in de Twin Towers van het World Trade Center. De eerste inslag vond plaats in de North Tower om 8:46 uur (American Airlines-vlucht 11) en de tweede inslag in de South Tower om 9:03 uur (United Airlines-vlucht 175). Een minderheid van de complotdenkers (en niemand van de genoemde personen) gelooft dat er geen vliegtuigen waren en dat de Twin Towers op commando van de eigen overheid werden opgeblazen, zonder externe individuen (lees: Al Qaida). Gesteld dat de Twin Towers om 8:46 uur en 9:03 uur uit zichzelf ontploften, stellen critici dat het eigenaardig is dat de gebouwen niet meteen faalden zoals bij een normale gecontroleerde sloop. De South Tower bleef 56 minuten overeind staan, de North Tower bleef 102 minuten staan.
Een meerderheid [complotdenkers] gelooft dat er vliegtuigen waren, maar dat de ontstane branden de uiteindelijke progressieve instorting niet inleidden. De branden die ontstonden nadat de kerosine uit de vliegtuigen was uitgebrand produceerden volgens complotdenkers niet genoeg warmte om de verticale stalen kolommen van de draagconstructie te laten smelten. Nota bene was dit een analyse die intensief door het NIST en FEMA werd uitgevoerd. De studies van het NIST en FEMA toonden dezelfde resultaten als de studies van complotdenkers, die een gecontroleerde sloop insinueren net omdát het staal niet smolt. De opvattingen van Steven E. Jones, Richard Gage en David Ray Griffin werden ontkracht door ingenieurs en architecten die het NIST en FEMA ondersteunen. Dylan Avery heeft spijt van enkele beweringen.
Het is een feit dat de smelttemperatuur van staal (1500 ° Celsius) op geen enkel moment bereikt werd. Het NIST heeft 1000 ° Celsius gemeten na simulatie van de gebeurtenissen. Echter trof de natuurkundige Steven E. Jones nanothermiet aan, een mengsel van een metaalpoeder en een ultrafijn metaaloxide. Jones zag een bewijs.
Thermiet brandt heet en is explosief. Mogelijk is door thermiet een snelle verzwakking opgetreden en geen smeltovergang van de kolommen. Nanothermiet is een nano-energetisch materiaal ontwikkeld voor militaire doeleinden, drijfgassen, explosieven of pyrotechniek. Het werd geopperd dat het waargenomen nanothermiet mogelijk afkomstig was uit aluminium van de geëxplodeerde vliegtuigen. Aluminium reageert namelijk fel op een heftige brand. Thermiet valt voor wanneer een metaal uit aluminium wordt aangetast door verbinding met meestal ijzer(III)oxide. Dave Thomas, journalist bij Skeptical Inquirer, stelde dat, om door een verticale stalen balk te snijden, omhulling op hoge temperatuur moet worden aangebracht om te voorkomen dat het gesmolten ijzer gaat vallen. Daarnaast zou een thermietreactie te langzaam zijn om te worden gebruikt bij een gecontroleerde sloop. Thomas bewees dit door een demonstratie van nanothermiet te laten geven in New Mexico. Het nanothermiet die door een horizontaal liggende stalen balk van één kolom sneed (optimale toestand), leverde vlammen en rook, maar geen grote schade aan de balk op.
Ingenieurs zijn van mening dat de reactie van de Twin Towers op de gebeurtenissen "gemakkelijk" te begrijpen is. De instortingen leken met andere woorden niet op een gecontroleerde sloop. Zo kantelde het bovenliggende gedeelte van de South Tower voorover door een falen ten zuidoosten op de 81ste verdieping. Hier stopt volgens het NIST en FEMA de vergelijking met een gecontroleerde sloop. De kinetische energie van het vallende gedeelte op het onderliggende was volgens professor Zdeněk Bažant van de American Society of Civil Engineers (ASCE) groter dan de capaciteit om de progressie op te vangen.
Het instorten van de South Tower gebeurde volgens het NIST en FEMA onder impuls van verbogen vloeren en daardoor van zijdelingse steun ontnomen, door hitte vervormde kolommen ten zuidoosten van het gebouw. De top van de South Tower kon uiteindelijk niet op straat – te weten Church Street – zijn gevallen, beweren ze, omdat een dergelijke kanteling altijd voldoende mechanische spanning plaatst op het onderliggende gedeelte voordat het zwaartepunt voldoende verschuift (lees: een kettingreactie van falen was het gevolg). Een stabiele conditie onder de getroffen zone werd daarom niet gehaald en het gebouw stortte compleet rechtstandig in. Het puin doorboorde maximaal het Austin J. Tobin Plaza en een deel van West Street. In de North Tower gebeurde net hetzelfde, naar het zuiden toe en onder impuls van de kern.

### Kritiek
Een gecontroleerde sloop met detonatie kon zich niet voordoen, stellen critici. Ten eerste moesten onderaan de gebouwen de perimeterkolommen blootgesteld worden. Het ontwerp van de Twin Towers, perimeterkolommen die achter de buitenmuren waren geplaatst, bemoeilijkte dit. Een gecontroleerde sloop van de Twin Towers met detonatie had naburige gebouwen verwoest en had er normaal uitgezien als een gecontroleerde sloop van een hoge schoorsteen. Men zou niet alleen een grote omgeving moeten ontruimen, maar zou onvermijdelijk andere gebouwen verwoesten door de manier waarop de constructie slecht en valt. Wat geïmpliceerd werd was dat een afbraak in fases zoals bij het aanpalende Deutsche Bank Building negen jaar na de feiten onweerlegbaar was, indien een afbraak ooit had moeten gebeuren.
De Twin Towers moesten omwille van hun ontwerp tenminste rechtstandig inzakken. Detonatie zou moeilijk uit te voeren zijn geweest en niet zonder gevaar. Ten tweede moest de voorbereiding overdag maar onopgemerkt worden uitgevoerd, allicht met ontmaskering tot gevolg (de plannen mochten niet uitlekken). Lonten en ontstekingsmechanismen dienden stiekem langs de beveiliging te komen, al werd door complotdenkers "verlening van toegang door bevoegden" aangehaald als argument. Critici verwezen daarnaast naar een impasse om een 'stiekeme' gecontroleerde sloop uit te voeren. Ten slotte waren er geen officiële plannen voor een gecontroleerde sloop en kon een 'stiekeme' gecontroleerde sloop niet door duizenden personen verdoezeld worden door de risico's op een gewetenskwestie (verraad, zie onder).
De gecontroleerde sloop van de gebouwen moest op een efficiënte manier worden uitgevoerd, maar zou altijd slachtoffers maken aangezien complotdenkers geloven dat de Amerikaanse overheid voorkennis had van een kaping. Enerzijds gelooft men dat men [de overheid] Al Qaida de aanslagen liet uitvoeren als doofpot, anderzijds gelooft men dat springstoffen werden geplaatst in opdracht van de overheid. Complotdenkers betichten de regering George W. Bush I van voorkennis. Echter komen absurde en vaak immorele feiten aan de oppervlakte. Een gecontroleerde sloop zoals die normaal wordt uitgevoerd valt niet te rijmen.
Het hele proces voorafgaandelijk aan een gecontroleerde sloop moest worden uitgevoerd zonder medeweten van werknemers in de Twin Towers en moest worden verzwegen door duizenden personen (anders gesteld: niet door een kleine groep). Complotdenkers menen dat de Twin Towers moesten verdwijnen en dat Al Qaida als de grote schuldige moest worden aangeduid (slachtoffers in de vliegtuigen werden geïdentificeerd, de kapers incluis). Duizenden personen zouden een zware verantwoordelijkheid dragen. Eén klokkenluider op duizend (of meer) was voldoende om het plan te verbrodden. Het uitvoeren van dergelijke praktijken komt daarnaast juridisch overeen met moord met voorbedachten rade. De aanslagen op het World Trade Center en het Pentagon (American Airlines-vlucht 77) werden opgeëist door Al Qaida. Complotdenkers denken echter aan voorkennis van de eigen overheid en als men de situatie ruimer wil gaan interpreteren, een genocide (volkerenmoord). De Twin Towers waren (nog) niet ontruimd.
Ontruiming is allicht de voornaamste reden waarom een meerderheid van de ingenieurs, architecten én de bevolking geen geloof hecht aan een gecontroleerde sloop met detonatie. Duizenden mensen zaten gevangen in de torens op het moment van de aanslagen. Ontruiming was aan de gang, maar werd niet tot een goed einde gebracht vanwege de vroege instortingen. Een gecontroleerde sloop kan pas doorgaan als een gebouw ontruimd is. De Twin Towers kunnen daarom effectief worden uitgesloten, maar het 7 World Trade Center niet omdat het eerder op de dag al ontruimd was. De Twin Towers stonden nog overeind.

## 7 World Trade Center

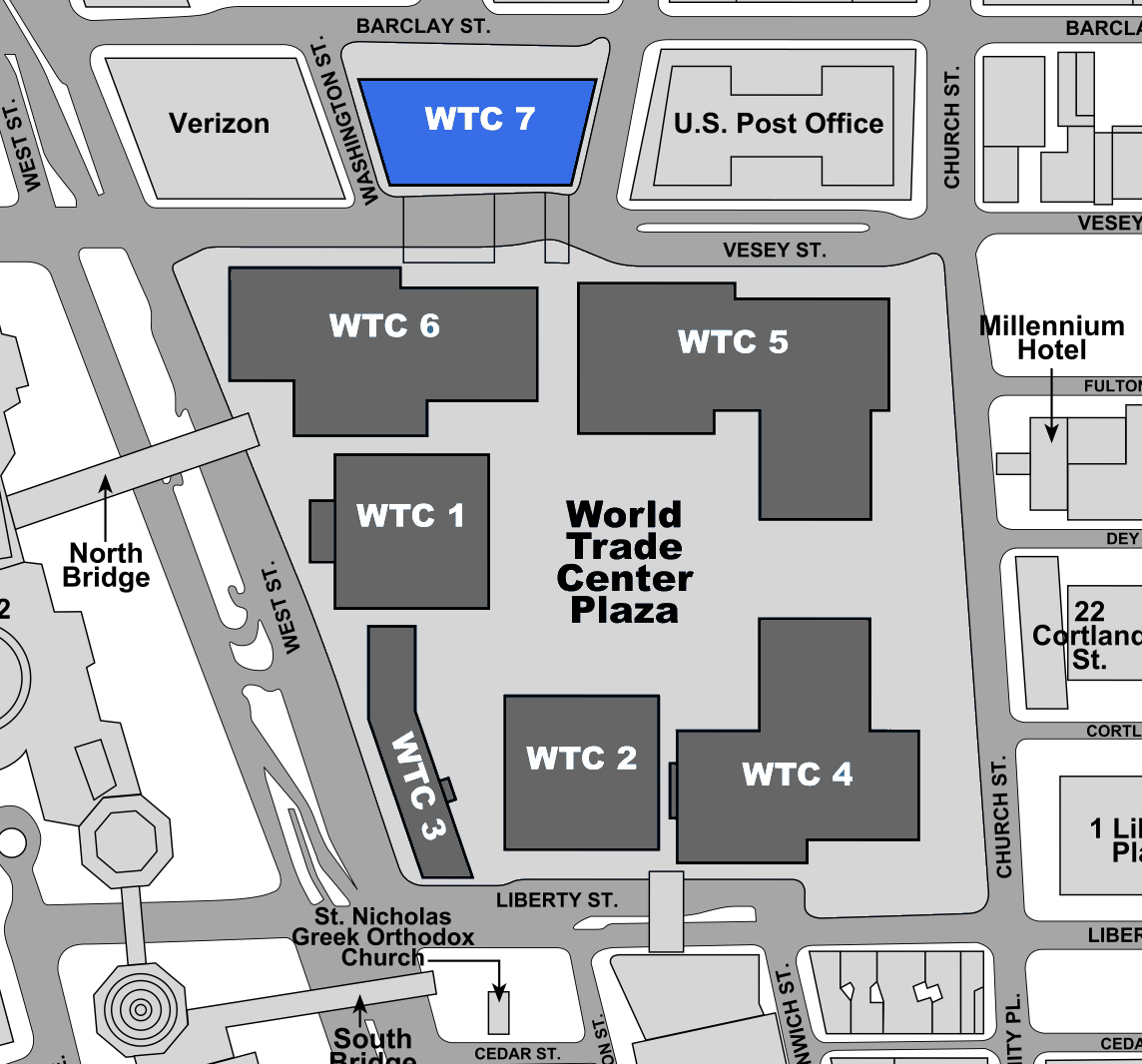
Plattegrond van het World Trade Center, met de locatie van het 7 World Trade Center ten opzichte van de Twin Towers aangeduid

### Stellingen
Complottheorieën over een gecontroleerde sloop van het 7 World Trade Center voeren aan dat het 47 verdiepingen tellende gebouw werd neergehaald met explosieven in plaats van een instorting door brand die was ontstaan na de instorting van de Twin Towers. Het NIST en FEMA gaven als motivering dat het 7 World Trade Center schade heeft opgelopen door het vallen van de laatste Twin Tower, de North Tower (WTC 1), om 10:28 uur. De North Tower was gesitueerd op 110 meter afstand van het 7 World Trade Center, het enige gebouw dat op een andere locatie dan het Austin J. Tobin Plaza stond. Het 7 World Trade Center, dat dateerde uit 1987, stond met name aan Vesey Street, Washington Street, West Broadway en Barclay Street. De zes andere gebouwen waren gesitueerd op de World Trade Center site zoals die tussen 1966 en 1981 vorm kreeg. Het 7 World Trade Center grensde aan het Verizon Building (oost) en het U.S. Post Office Building (west).
Complotdenkers neigen te willen geloven dat de trapeziumvormige wolkenkrabber met een hoogte van 190 meter werd beschadigd door vallend puin van de North Tower (puin dat zich wijd verspreidde in de vorm van een paddenstoelwolk), maar niet dat brand de instorting om 17:20 uur inleidde.
Het instorten van het 7 World Trade Center was volgens de complotdenkers een gecontroleerde sloop omdat het gebouw al geruime tijd ontruimd was. In tegenstelling tot de Twin Towers vertoonde de instorting van het 7 World Trade Center sterke gelijkenissen met het proces van een gecontroleerde sloop. Een voor de hand liggende aanwijzing was volgens complotdenkers "een te beschadigde toestand van de toren achterhouden" om Al Qaida de schuld te geven voor een complete vernietiging van het World Trade Center (lees: doofpotaffaire). Het was de bedoeling dat alle World Trade Center-gebouwen verdwenen en geen ander gebouw, beweren de complotdenkers. Een alternatieve stelling is dat het gebouw een hoofdkwartier was voor een gecontroleerde sloop van de Twin Towers in de ochtend (lees: de bewijzen daaromtrent moesten zo snel mogelijk verdwijnen).
Het 7 World Trade Center omvatte kantoorruimte van overheidsinstanties zoals de Central Intelligence Agency (CIA), de Federal Bureau of Investigation (FBI) en de United States Secret Service. De bomaanslag op het World Trade Center op 26 februari 1993 was daarvan de oorzaak. Daarbij kwamen zes mensen om het leven. Daardoor werden de veiligheidsmaatregelen in en om het World Trade Center verhoogd. Complotdenkers zien dit als een mogelijkheid dat van daaruit een gecontroleerde sloop van de Twin Towers werd uitgevoerd. Echter was het gebouw ontruimd. De Twin Towers waren grotendeels ingenomen door bedrijven die verwant waren met Wall Street. Ter vergelijking was kantoorruimte in de Twin Towers ingenomen door de Port Authority of New York and New Jersey, de eigenaars van het complex die enkele gebouwen in juli 2001 hadden geleased aan vastgoedmagnaat Larry Silverstein voor een bedrag van $ 3.200.000.000, -.
De Port Authority had geen kantoorruimte (meer) in het 7 World Trade Center. Echter handelde de lease niet over het 7 World Trade Center, maar over gebouwen één, twee, vier en vijf (dus inclusief de Twin Towers). Complotdenkers menen dat Silverstein minder dekking voor het World Trade Center aankocht dan nodig zou zijn om de gebouwen opnieuw op te bouwen. Hij moet dat gedaan hebben om kosten te besparen. Silverstein wilde na de aanslagen desondanks gecompenseerd worden voor het volledige bedrag dat de reconstructie van de torens zou kosten. Echter maakte het 7 World Trade Center niet deel uit van de lease. Het Marriott World Trade Center (WTC 3) en gebouw zes (U.S. Customs House) werden geëxploiteerd door Marriott International en gebruikt door (de voorloper van) de U.S. Immigration and Customs Enforcement, respectievelijk. Silverstein betaalde evenmin voor die gebouwen. De deal met Silverstein was 99 jaar geldig.
De Britse nieuwszender BBC News meldde de instorting van het 7 World Trade Center twintig minuten voordat het gebouw daadwerkelijk instortte. De BBC heeft verklaard dat veel nieuwsbronnen de dreigende instorting meldden. Jane Standley, de verslaggeefster die de instorting vroegtijdig aankondigde, noemde het een "zeer kleine en zeer eerlijke fout", nadat ze geconfronteerd werd met een nieuw verslag dat ze niet kon controleren. Jane Standley kreeg allicht verkeerde informatie door over de toestand van het 7 World Trade Center of ze interpreteerde de juiste informatie [dreigende instorting] verkeerd door de chaos van de dag.

### Dogma's
De branden in het 7 World Trade Center woedden uitsluitend op de lagere verdiepingen van het gebouw. Complotdenkers zijn van mening dat er geen inspanningen werden gedaan om de branden te blussen en stellen zich vragen bij de werking van de sprinklerinstallatie. De sprinklerinstallaties in de Twin Towers en het 7 World Trade Center hadden vele zwakke punten. Daarnaast geloven de complotdenkers dat de branden niet genoeg hitte produceerden om de toren te verzwakken en deze tot een instorting te dwingen. De brandwering zou in alle gebouwen (ook de Twin Towers) van bouwvallige aard zijn geweest, waardoor een brand zich snel verspreidde. De liften werden in 2000 gerenoveerd. De afwezigheid van vliegtuigen (ontbreken van uitgebrande kerosine en felle branden) werd geciteerd voor het 7 World Trade Center.
Het National Institute of Standards and Technology (NIST) oordeelde dat de zuidelijke façade van het gebouw te zeer beschadigd was en dat daar het instorten begon. De schade was ongeveer twintig verdiepingen hoog en de grootste schade was onderaan te vinden. Van bovenaf was het gebouw minder beschadigd. Vanuit het noorden gezien werd aangenomen dat de toren onbeschadigd was.
Dat het 7 World Trade Center veel ernstiger beschadigd was (door het instorten van de North Tower) ten opzichte van andere gebouwen in de omgeving, werd door Federal Emergency Management Agency (FEMA) min of meer bevestigd. Het NIST en FEMA hebben aangegeven dat de toren instortte omdat de stalen kolommen van de centrale kern waren aangetast door brand en dat vloeren doorzakten zoals in de Twin Towers. Falen van één bewuste verticale kolom (kolom nummer 79), werd aangedragen als reden voor de instorting. Het NIST en FEMA hadden evenwel geen glasheldere verklaring voor de lagere temperaturen in vergelijking met die in de Twin Towers.
Het instorten van het 7 World Trade Center heeft voor de meeste commotie gezorgd. De informatie die werd vrijgegeven door het NIST (en FEMA) is volgens complotdenkers niet sluitend. Het NIST gaat niet mee in de theorieën over een gecontroleerde sloop, maar heeft geluisterd naar de meningen van ingenieurs en architecten van de 9/11 Truth movement en allen die het instituut niet geloven. Het NIST haalde als bewijs de bewering aan dat er geen ontploffing hoorbaar was op beelden van de aanslagen en dat er geen ontploffing werd gemeld door ooggetuigen en dat "zoiets hoorbaar zou zijn geweest op een niveau van 130-140 decibel en dat niet ver van de torens verwijderd". Complotdenkers menen echter bewijzen te hebben tegen die propositie van het NIST.
Complotdenkers voeren aan dat ooggetuigen wel degelijk melding deden van explosies. Het gaat hier om explosies die plaatsvonden voor het instorten van de torens begon. Complotdenkers hebben beelden gepubliceerd die ze verkregen van het NIST, met aanwijzingen over wanneer dergelijke explosies te horen waren ter ondersteuning van explosies voor het instorten van de gebouwen begon.

## Algemene kritiek
Professor Zdenek Bažant en zijn collega professor Mathieu Verdure van ASCE herleiden de volgens hen "vreemde ideeën" tot een "verkeerde indruk" over de veiligheid van de torens door hun ontwerp. Een van de effecten van een meer gedetailleerde modellering van de progressieve instorting zoals die zich volgens hen voordeed zou kunnen zijn om "de mythe van vooraf geplaatste explosieven te verdrijven" (een moderne analyse wordt bedoeld, die nog niet is gebeurd). Bažant en Verdure ondersteunen de verslagen van het NIST en FEMA, maar hebben daadwerkelijk een voorstel ingediend om de progressieve instorting van de torens beter te begrijpen en af te wegen tegen een gecontroleerde sloop. Bažant en Verdure willen een nieuw onderzoek.
Volgens complotdenkers suggereert dit dat een progressieve instorting en een gecontroleerde sloop geen twee verschillende manieren van falen zijn. Richard Gage, architect en leider van de groep Architects & Engineers for 9/11 Truth, stelde zich de vraag: "Hoe lang moeten we nog verdoezelen hoe Building 7 werd vernietigd?" Professor S. Shyam Sunder, leidinggevend onderzoeker bij het NIST, zei dat hij niet kon verklaren waarom het scepticisme van complotdenkers niet uitdoofde. "Ik ben geen psycholoog", zei Sunder. "Onze taak was om met de beste wetenschap te komen."
James Quintiere, professor brandpreventie aan de Universiteit van Maryland, gelooft niet dat explosieven de torens neerhaalden. Quintiere vroeg zich wel af hoe het NIST tot zijn conclusies kwam en merkte op: "Ze hebben geen expertise op het gebied van explosieven". Quintiere begreep wel dat het NIST haar tijd zou verspillen door experts in dienst te nemen om het te overwegen.
Complottheorieën over de aanslagen op 11 september 2001 verdelen een minderheid van de Amerikaanse bevolking. Sommige bronnen beweren evenwel de helft van de bevolking.